# 日本誌

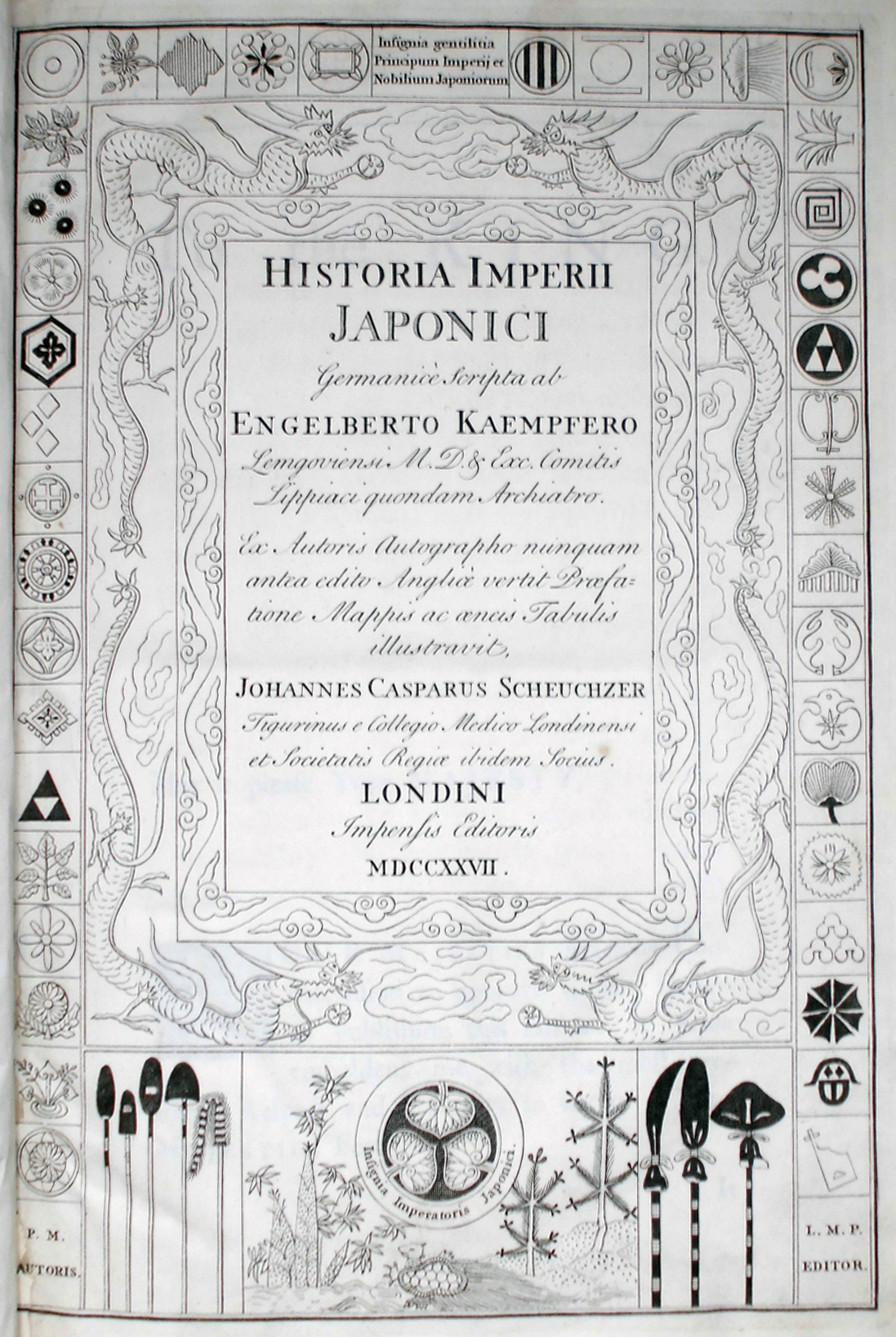
1727年の英語版の『日本誌』の表紙

『日本誌』は、17世紀末に出島のオランダ商館に勤務したドイツ人医師エンゲルベルト・ケンペルが、江戸時代、長崎通詞の今村英生の助けを得ながら日本での見聞をまとめた書物。日本では19世紀初頭に志筑忠雄による部分翻訳により、「鎖国」の語源となった書である。

## 概要

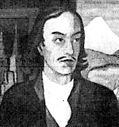
エンゲルベルト・ケンペル

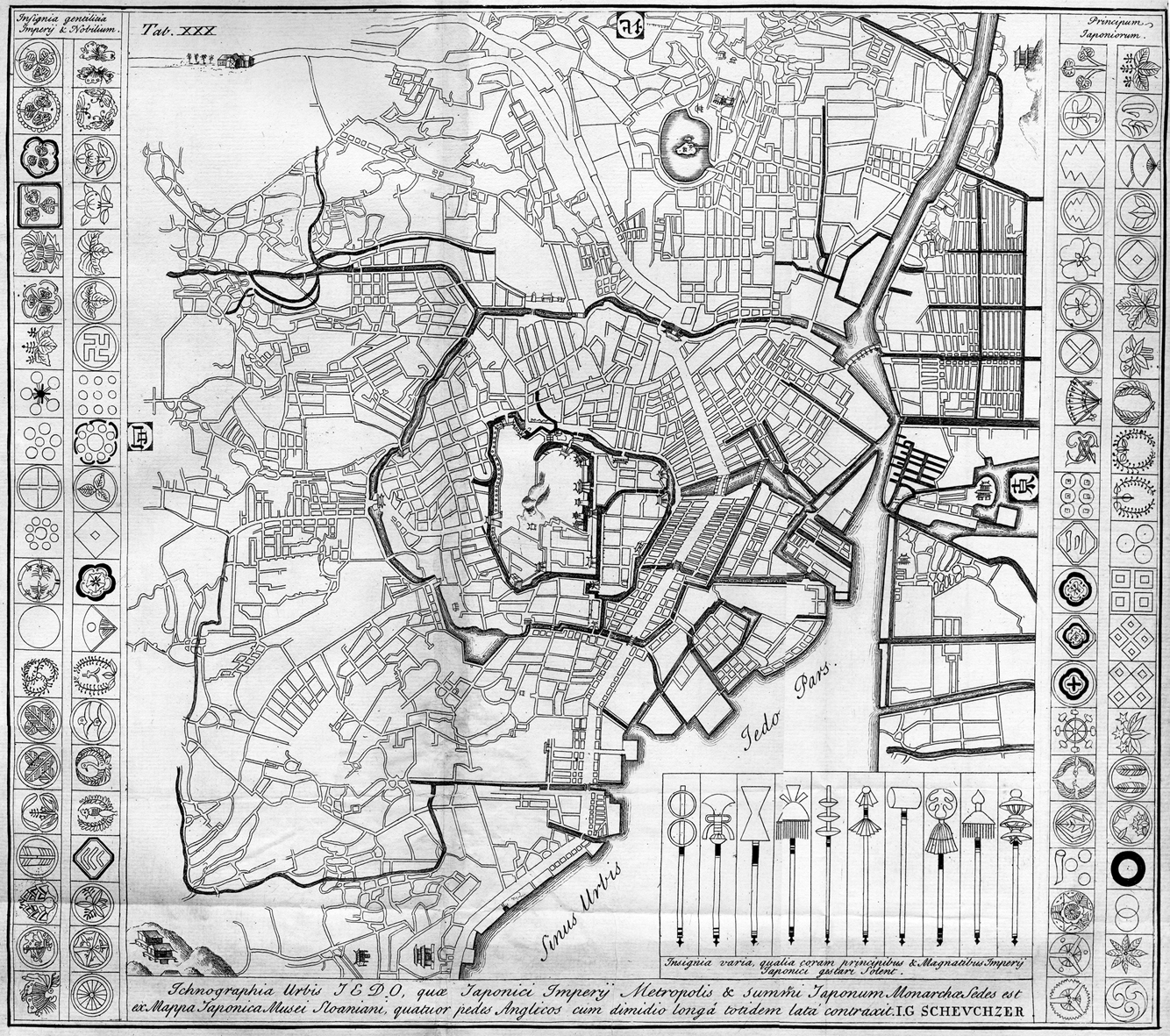
『日本誌』に掲載された江戸の地図。ヨハン・カスパル・ ショイヒツエル作成。

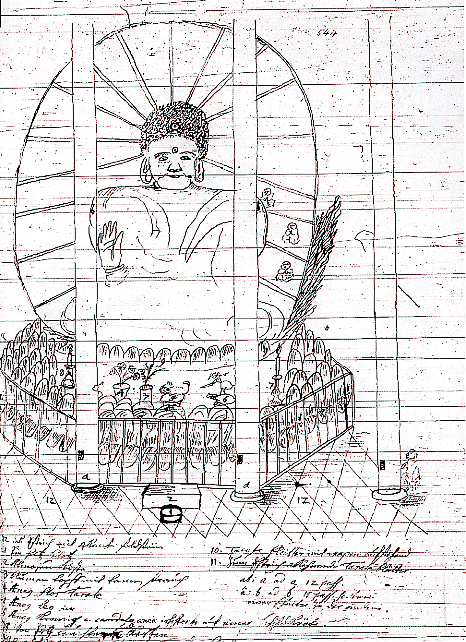
ケンペルの描いた、現存しない方広寺大仏（京の大仏）のスケッチ（大英博物館所蔵）ケンペルは日記に大仏について「これまで見たことのない程の大きさで、全身金色である」と書き記している(当時方広寺大仏は日本一の規模を誇っていたが、寛政10年(1798年)に落雷で焼失した)

彼の遺品の多くは遺族により、3代のイギリス国王（アンからジョージ2世）に仕えた侍医で熱心な収集家だったハンス・スローンに売られた。1727年、遺稿を英語に訳させたスローンによりロンドンで出版された『日本誌』（The History of Japan）は、フランス語、オランダ語にも訳された。ドイツの啓蒙思想家ドームが、甥ヨハン・ヘルマンによって書かれた草稿を見つけ、1777‐79年にドイツ語版（Geschichte und Beschreibung von Japan）を出版した。『日本誌』は、特にフランス語版（Histoire naturelle, civile, et ecclesiastique de I'empire du Japon）が出版されたことと、ディドロの『百科全書』の日本関連項目の記述が、ほぼ全て『日本誌』を典拠としたことが原動力となって、知識人の間で一世を風靡し、ゲーテ、カント、ヴォルテール、モンテスキューらも愛読し、19世紀のジャポニスムに繋がってゆく。学問的にも、既に絶滅したと考えられていたイチョウが日本に生えていることは「生きている化石」の発見と受け取られ、ケンペルに遅れること約140年後に日本に渡ったフィリップ・フランツ・フォン・シーボルトにも大きな影響を与えた。シーボルトはその著書で、この同国の先人を顕彰している。
著書の中で、日本には、聖職的皇帝（天皇）と世俗的皇帝（将軍）の「二人の支配者」がいると紹介した。その『日本誌』の中に付録として収録された日本の対外関係に関する論文は、徳川綱吉治政時の日本の対外政策を肯定したもので、『日本誌』出版後、ヨーロッパのみならず、日本にも影響を与えることとなった。また、『日本誌』のオランダ語版（De Beschryving Van Japan）を底本として、志筑忠雄は享和元年（1801年）にこの付録論文を訳出し、題名があまりに長いことから文中に適当な言葉を探し、『鎖国論』と名付けた。『鎖国論』という題名について志筑は冒頭の訳例（凡例）で「日本誌の中にて金骨ともいふべき所」を訳したと記しており、日本語での「鎖国」という言葉は、ここで誕生した。
1727年の英訳に所収された『シャム王国誌』（A Description of The Kingdom of Siam）は同時代のタイに関する記録としては珍しく「非カトリック・非フランス的」な視点から書かれており、タイの歴史に関する貴重な情報源となっている。
スローンが購入したケンペルの収集品は大部分が大英博物館に所蔵されている。一方ドイツに残っていた膨大な蔵書類は差し押さえにあい、散逸してしまった。ただし彼のメモや書類はデトモルトに現存する。その原稿の校訂は最近も行われており、『日本誌』は彼の遺稿と英語の初版とではかなりの違いがあることが分かっている。2001年に彼が残したオリジナル版が初めて発表された。故郷レムゴーには彼を顕彰してその名を冠したギムナジウムがある。
日本語訳としては、今井正編訳『日本誌 日本の歴史と紀行』（上下2巻）が1973年に霞ケ関出版より刊行され、その後、1989年に改訂増補版（上下2巻）、2001年に新版（7分冊）が刊行されている。ただし、これはドーム版に基づいて翻訳されたものであり、ケンペル自筆原稿と内容が異なる。現在では、ヴォルフガング・ミヒェルが中心となって2001年に発表した原典批判版『今日の日本』（Heutiges Japan）、それに加えてケンペル全集や、大英図書館に所蔵された各種ケンペル史料に基づいて研究を進めていくのが、世界的なケンペル研究のスタンダードとなっている。

## 皇統への言及
16 - 17世紀に日本を訪れたヨーロッパ人は、万世一系の皇統とその異例の古さというセオリーを受け入れていた。江戸時代、『日本書紀』研究者たちは、神武天皇が王朝を創建した年の計算を行っていた。この神話的な日本建国の年代を、ヨーロッパ人たちは西暦に計算しなおして報告していた。『日本誌』はそれを明治時代に制定された神武天皇即位紀元と同一の紀元前660年とした最初期の例である。
『日本誌』では以下のように説明している。
続いて、「日本で書かれ刊行された2つの年代記を参照して」、歴代天皇の名前と略伝を列記している。ケンペルは天地創造がキリスト紀元前4000年頃の出来事だという計算が信頼されていた時代の人であり、これを古代史の年代計算の妥当性の基準にしていた。『日本誌』の中では、日本のさる歴史家が中国の帝王伏羲の統治開始年をキリスト紀元前21106年と算出していることに触れ、それを棄却しつつ、上記の基準すなわち神による天地創造の以降とされた諸王朝の年代設定には寛容であった。